# Echinophryne crassispina
Echinophryne crassispina är en fiskart som beskrevs av Mcculloch och Waite, 1918. Echinophryne crassispina ingår i släktet Echinophryne och familjen Antennariidae. Inga underarter finns listade i Catalogue of Life.